# Podmoky
Podmoky är en ort i Tjeckien.   Den ligger i regionen Mellersta Böhmen, i den centrala delen av landet, 60 km öster om huvudstaden Prag. Podmoky ligger 212 meter över havet och antalet invånare är 157.
Terrängen runt Podmoky är platt, och sluttar västerut. Runt Podmoky är det ganska glesbefolkat, med 45 invånare per kvadratkilometer. Närmaste större samhälle är Kolín, 18,3 km söder om Podmoky. Trakten runt Podmoky består till största delen av jordbruksmark.